# Zale albofasciata
Zale albofasciata är en fjärilsart som beskrevs av Bethune 1865. Zale albofasciata ingår i släktet Zale och familjen nattflyn. Inga underarter finns listade i Catalogue of Life.